# Canarium indicum
Canarium indicum är en tvåhjärtbladig växtart som beskrevs av L.. Canarium indicum ingår i släktet Canarium och familjen Burseraceae. Inga underarter finns listade i Catalogue of Life.

## Bildgalleri

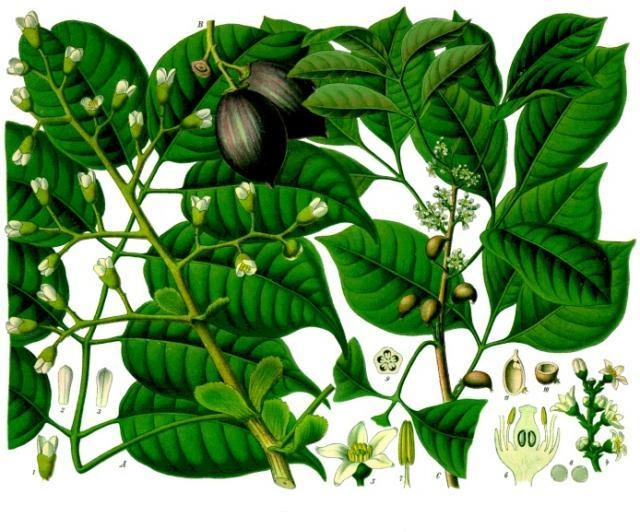
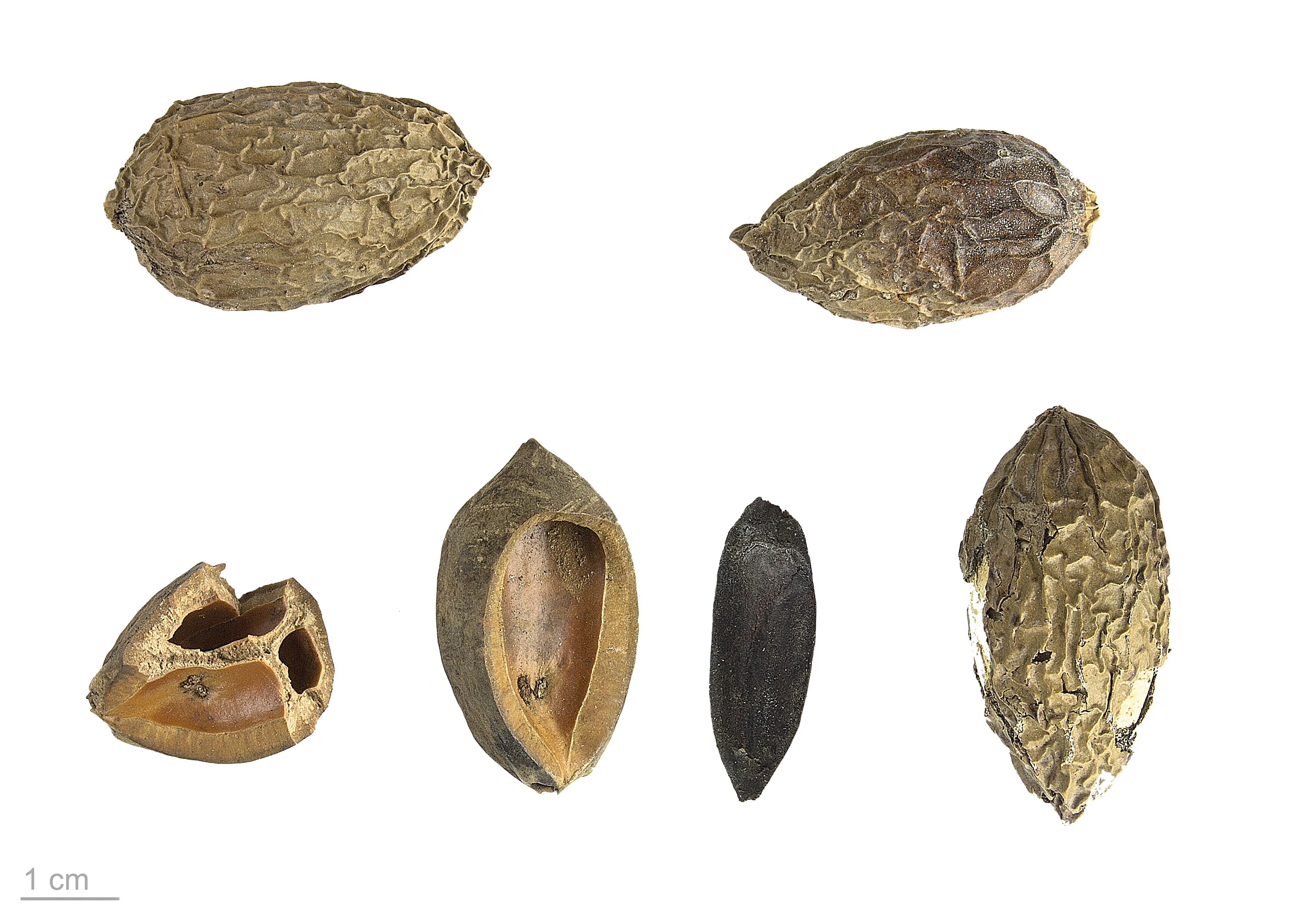
Canarium indicum - Museum specimen